# MS 明朝
ＭＳ 明朝（日语：ＭＳ 明朝）是Microsoft Windows日语版标配的日文衬线体（又叫明朝体或宋体）。
以菱備Imagix制作的字母为基础，由理光制作。

## 种类
ＭＳ 明朝（MS Mincho）
ＭＳ 明朝的基本等宽字体。以菱備Imagix面向照相排版制作的宋体（本明朝-L）为基准。搭载于Windows 3.1及以后的版本中。
ＭＳ Ｐ明朝（MS PMincho）
ＭＳ 明朝调整字间距后的比例字体。搭载于Windows 95及以后的版本中。
两种都是TrueType轮廓的OpenType字体。

## Windows环境以外的使用
微软出售给Windows以外的地方使用。

## 版本

### 1.0
- 在Windows 3.1上搭载（1992年）。

### 2.00
- 在Windows 95 上搭载（1995年），“MS P明朝”也被加入。

### 2.31
- Windows 98、Me、2000、XP上配备的版本（1998年）。

### 5.00
- 在Windows Vista中配备，同时在微软的网站上发布了面向Windows XP SP2及以前系统的版本。

### 5.01
- 在Windows 7上搭载（2009年）。

### 5.10
- 在Windows 8上配备（2012年）。